# Мавзолей Хуан-ди
Мавзолей Хуан-ди (кит. упр. 黄帝陵, пиньинь Huángdì Líng, палл. Хуанди-лин) — место, где по легенде, был похоронен легендарный Жёлтый Император (Хуан-ди). Расположен в уезде Хуанлин городского округа Яньань провинции Шэньси в Китае. Мавзолей является одним из первых объектов, включённых в список охраняемых объектов Культурного наследия Китая, составленного Министерством Культуры КНР в 2006.
Мавзолей состоит из двух частей — Храм Хуан-ди и Зал мавзолея. По легенде, император Хуан-ди взошёл на небо, поэтому в мавзолее имеется только его одежда и шляпа. Многочисленные императоры и политики с древних времён приезжали сюда почтить Хуан-ди, в частности У-ди, Фань Чжунъянь, Сунь Ятсен, Чан Кайши, Мао Цзэдун, Дэн Сяопин.